# Eugerda dubia
Eugerda dubia är en kräftdjursart som beskrevs av Malyutina och Oleg Grigor'evich Kussakin 1996. Eugerda dubia ingår i släktet Eugerda och familjen Desmosomatidae. Inga underarter finns listade i Catalogue of Life.